# Christoph Frank (Telemarker)
Christoph Frank (geboren am 16. Juni 1998) ist ein deutscher Telemarker.

## Werdegang
Sein Debüt im Telemark-Weltcup gab Frank am 1. Dezember 2017 in Hintertux. Dabei erzielte er mit Platz 24 im Sprint direkt seine ersten Weltcuppunkte. Im Verlauf seiner ersten Weltcup-Saison konnte er sich regelmäßig in den Punkterängen klassifizieren. Am Ende lag er auf dem 24. Rang im Gesamtweltcup. Bei der Telemark-Juniorenweltmeisterschaft 2018 in Mürren gewann er im Mixed-Team-Parallelsprint die Silbermedaille. In den Einzelwettbewerben war das Erreichen des Achtelfinals im Parallelsprint sein bestes Resultat.

## Statistik

### Weltcup-Platzierungen
| Saison  | Gesamt | Gesamt | Classic | Classic | Classic Sprint | Classic Sprint | Parallelsprint | Parallelsprint | Riesenslalom | Riesenslalom |
| Saison  | Platz  | Punkte | Platz   | Punkte  | Platz          | Punkte         | Platz          | Punkte         | Platz        | Punkte       |
| ------- | ------ | ------ | ------- | ------- | -------------- | -------------- | -------------- | -------------- | ------------ | ------------ |
| 2017/18 | 24.    | 144    | 19.     | 042     | 25.            | 067            | 26.            | 035            | –            | –            |
| 2019    | 20.    | 148    | 15.     | 059     | 17.            | 069            | 23.            | 020            | –            | –            |